# (29203) Schnitger
(29203) Schnitger ist ein Asteroid des Hauptgürtels, der am 9. April 1991 vom deutschen Astronomen Freimut Börngen an der Thüringer Landessternwarte Tautenburg (IAU-Code 033) in Thüringen entdeckt wurde.
Benannt wurde der Asteroid nach dem bedeutenden deutschen Orgelbauer Arp Schnitger (1648–1719), der als der Vollender der norddeutschen Barockorgel gilt und in seinem Nordeuropa umfassenden Wirkungskreis mit über 100 Orgelneubauten stilbildend war.